# Glen Buxton
Glen Edward Buxton, född 10 november 1947 i Akron, Ohio, död 19 oktober 1997 i Mason City, Iowa, var en amerikansk musiker och gitarrist i rockgruppen Alice Cooper från starten 1964 fram till 1974. Hans smeknamn var genom hela karriären "The Blonde Bomber". 
1964 startade Buxton bandet The Earwigs, tillsammans med high school-kamraterna Dennis Dunaway och Vincent Furnier. Med den växande populariteten bytte de året därpå namn till The Spiders och under 1967 till The Nazz. För att undvika rättsliga åtgärder från Todd Rundgren bytte man 1968 återigen namn, denna gång till det slutliga namnet Alice Cooper.
Buxton deltog i skrivandet av klassiska låtar som "School's Out", "I'm Eighteen" och "Elected." Han tillskrivs rollen som förste gitarrist på sju av bandets album, bland annat topplistealbumet Billion Dollar Babies. De flesta av gitarrdelarna på detta album spelas dock av Mick Mashbir och Dick Wagner.
Buxton bodde under period på en gård nära Clarion, Iowa för att spela med lokala artister. Några veckor före sin 50-årsdag avled han på ett sjukhus i Mason City, Iowa efter komplikationer från lunginflammation.
Under 2003 utnämnde tidningen Rolling Stone Buxton till en av "100 greatest guitarists of all time".

## Diskografi
Album med Alice Cooper
- Pretties for You (1969)
- Easy Action (1970)
- Love It to Death (1971)
- Killer (1971)
- School's Out (1972)
- Billion Dollar Babies (1973)

Album med Ant-Bee
- Lunar Muzik (1997)